# Блэкберн, Роландо
Роландо Манрике Блэкберн Ортега (исп. Rolando Manrique Blackburn Ortega; род. 9 января 1990, Сан-Хоакин, Панама) — панамский футболист, нападающий клуба «Рояль Пари» и сборной Панамы.

## Клубная карьера
Блэкберн начал карьеру в клубе «Тауро». 16 января 2010 года в матче против «Спортинг Сан-Мигелито» он дебютировал в чемпионате Панамы. В том же году он недолго выступал за гватемальский «Хувентуд Ретальтека», а затем вернулся на родину в «Чоррильо». 1 мая 2011 года в матче против своего бывшего клуба «Тауро» Роландо дебютировал за новую команду. В этом же поединке он забил свой первый гол в чемпионате Панамы.
В начале 2012 года Блэкберн на правах аренды перешёл в словацкую «Сеницу». 27 марта в матче против «Ружомберока» он дебютировал в чемпионате Словакии. 3 апреля в поединке против «Тренчина» Роландо забил свой первый гол за «Сеницу». 16 мая в матче против «ДАК 1904» он сделал хет-трик. После окончания аренды Роландо вернулся в «Чоррильо».
Летом 2014 года Блэкберн перешёл в «Комуникасьонес». 20 июля в матче против «Альконес» он дебютировал за команду в Лиге Насьональ. Через неделю в поединке против «Депортиво Коатепеке» Роландо забил свой первый гол за новую команду. В 2015 году Блэкберн помог клубу выиграть чемпионат.
Летом 2016 года Роландо был арендован коста-риканским клубом «Саприсса» на один год с правом выкупа. 17 июля в матче против «Сан-Карлоса» он дебютировал в чемпионате Коста-Рики. В этом же поединке Блэкберн забил свой первый гол за «Саприссу».
В начале 2017 года Роландо перешёл на правах аренды в перуанский «Спортинг Кристал». 5 марта в матче против «Академии Кантолао» он дебютировал перуанской Примере. 12 марта в поединке против «Унион Комерсио» Блэкберн забил свой первый гол за «Спортинг Кристал».
Летом того же года Роландо был отдан в аренду в «Чоррильо», где стал лучшим бомбардиром чемпионата.
Летом 2018 года Блэкберн перешёл в боливийский «Стронгест».

## Международная карьера
В 2010 году в товарищеском матче против сборной Гондураса Блэкберн дебютировал за сборную Панамы. 15 ноября 2011 года в отборочном матче чемпионата мира 2014 против сборной Доминики он забил свой первый гол за национальную команду.
В 2013 году Роландо помог сборной выйти в финал Золотого кубка КОНКАКАФ. На турнире он сыграл в матчах против сборных Канады, США и Мексики.
В 2015 году Роландо стал бронзовым призёром Золотого кубка КОНКАКАФ. На турнире он сыграл в матче против хозяев сборной США.
В 2019 году Блэкберн был включён в состав сборной Панамы на Золотой кубок КОНКАКАФ.

### Голы за сборную Панамы
| #   | Дата             | Место                                          | Противник        | Счёт | Результат | Соревнование                       |
| --- | ---------------- | ---------------------------------------------- | ---------------- | ---- | --------- | ---------------------------------- |
| 01. | 15 ноября 2011   | Роммель Фернандес, Панама, Панама              | Доминика         | 1:0  | 3:0       | Чемпионат мира 2014 (квалификация) |
| 02. | 11 сентября 2012 | Роммель Фернандес, Панама, Панама              | Канада           | 1:0  | 2:0       | Чемпионат мира 2014 (квалификация) |
| 03. | 1 июня 2013      | Роммель Фернандес, Панама, Панама              | Перу             | 1:0  | 2:2       | Товарищеский матч                  |
| 04. | 9 сентября 2015  | Полидепортиво Качамай, Пуэрто-Ордас, Венесуэла | Венесуэла        | 0:1  | 1:1       | Товарищеский матч                  |
| 05. | 16 октября 2018  | Чхонан, Чхонан, Республика Корея               | Республика Корея | 2:2  | 2:2       | Товарищеский матч                  |

## Достижения
Клубные
 «Чоррильо»
- Чемпионат Панамы — апертура 2011, клаусура 2014, апертура 2017

 «Комуникасьонес»
- Чемпионат Гватемалы — апертура 2014, клаусура 2015

 «Саприсса»
- Чемпионат Коста-Рики — инвьерно 2016

Международные
 Панама
- Золотой кубок КОНКАКАФ — 2013
- Золотой кубок КОНКАКАФ — 2015

Индивидуальные
- Лучший бомбардир чемпионата Панамы — апертура 2017 (11 мячей)
- Лучший бомбардир чемпионата Боливии — клаусура 2018 (20 мячей)